# Quincieux
Quincieux – miejscowość i gmina we Francji, w regionie Owernia-Rodan-Alpy, w departamencie Rodan.
Według danych na rok 1990 gminę zamieszkiwało 2300 osób, a gęstość zaludnienia wynosiła 130 osób/km² (wśród 2880 gmin regionu Rodan-Alpy Quincieux plasuje się na 385. miejscu pod względem liczby ludności, natomiast pod względem powierzchni na miejscu 615.).